# Neosantalus latitibius
Neosantalus latitibius är en skalbaggsart som först beskrevs av Sylvain Auguste de Marseul 1861.  Neosantalus latitibius ingår i släktet Neosantalus och familjen stumpbaggar. Inga underarter finns listade i Catalogue of Life.